# Nélson Veríssimo
Nélson Alexandre da Silva Veríssimo, noto semplicemente come Nélson Veríssimo (Vila Franca de Xira, 17 aprile 1977), è un allenatore di calcio ed ex calciatore portoghese, di ruolo difensore, tecnico del Benfica B.

## Statistiche
Statistiche aggiornate al 2 aprile 2022.
| Stagione        | Squadra         | Campionato      | Campionato | Campionato | Campionato | Campionato | Coppe nazionali | Coppe nazionali | Coppe nazionali | Coppe nazionali | Coppe nazionali | Coppe continentali | Coppe continentali | Coppe continentali | Coppe continentali | Coppe continentali | Altre coppe | Altre coppe | Altre coppe | Altre coppe | Altre coppe | Totale | Totale | Totale | Totale | % Vittorie | Piazzamento         |
| Stagione        | Squadra         | Comp            | G          | V          | N          | P          | Comp            | G               | V               | N               | P               | Comp               | G                  | V                  | N                  | P                  | Comp        | G           | V           | N           | P           | G      | V      | N      | P      | %          | Piazzamento         |
| --------------- | --------------- | --------------- | ---------- | ---------- | ---------- | ---------- | --------------- | --------------- | --------------- | --------------- | --------------- | ------------------ | ------------------ | ------------------ | ------------------ | ------------------ | ----------- | ----------- | ----------- | ----------- | ----------- | ------ | ------ | ------ | ------ | ---------- | ------------------- |
| giu.-ago. 2020  | Benfica         | PL              | 5          | 4          | 1          | 0          | CP              | 1               | 0               | 0               | 1               | UCL+UEL            | -                  | -                  | -                  | -                  | SP          | -           | -           | -           | -           | 6      | 4      | 1      | 1      | 66,67      | Ad interim 2º       |
| dic. 2021-2022  | Benfica         | PL              | 14         | 8          | 3          | 3          | CdL             | 2               | 0               | 1               | 1               | UCL                | 3                  | 1                  | 1                  | 1                  | -           | -           | -           | -           | -           | 19     | 9      | 5      | 5      | 47,37      | Ad interim in corso |
| Totale carriera | Totale carriera | Totale carriera | 19         | 12         | 4          | 3          |                 | 7               | 4               | 2               | 1               |                    | 3                  | 1                  | 1                  | 1                  |             | -           | -           | -           | -           | 25     | 13     | 6      | 6      | 52,00      |                     |

## Palmarès

### Giocatore
- Coppa del Portogallo: 2

Benfica: 1995-1996
Vitória Setúbal: 2004-2005